# 강도경
강도경(1981년 11월 23일~ )은 대한민국의 전직 스타크래프트 프로게이머, 전직 스타크래프트 프로게임단 감독이자 현 프로게임단 단장으로 현재 고엔고 프린스 프로게임단의 단장직을 맡고 있다.
H.O.T-Forever라는 아이디를 사용했으며, 종족은 저그이다. 별명은 저그대마왕, 김영철 이었다.

## 생애
1세대 프로게이머로서, 1999년 상반기 데뷔 이후 2000년 SBS PKO왕중왕전 개인전 우승을 시작으로 KGL리그 최우수 선수에도 선정되면서 저그대마왕으로서의 명성을 떨쳤다. 2001년 KPGA투어 리그 우승, 마산 MBC배 4대 천황전 우승에 이어 2002년 게임TV 2차 스타리그 우승에 이르기까지 최고의 전성기를 구가했다.
2001년 웅진 스타즈의 창단 멤버였으며 2005년까지 팀에서 활동하다가 군입대 등의 문제로 인하여 2006년 2월 9일 공식 은퇴를 선언하였다. 그 이후 웅진 스타즈의 코치대행을 맡기도 하였다.
대한민국 공군 사병으로 복무한 그는 2006년 5월 17일 공군 전산특기병으로 선발되었으며, 공군 ACE에서 프로게이머 선수와 플레잉코치로 활동하였다.
2008년 8월 29일 제대하였고, 2008년 9월 1일 KT 롤스터의 전략코치로 선임되었다. 이후 2014년까지 KT 롤스터의 수석코치를 맡았으며 KT의 프로토스를 전담하면서 우정호, 박재영, 김대엽의 성적을 향상시키는데 일조했다.
2014년 2월 18일 KT 롤스터의 스타크래프트 II 종목 전담 감독으로 승격된 후 프로리그 통합 우승 1회, 통합 준우승 1회의 업적을 남겼다.
2016년 10월 KT 롤스터의 스타크래프트 II 종목 팀 해체로 무소속 신분이 되었다.
2017년 1월 5일 새롭게 창단한 팀 배틀코믹스의 리그 오브 레전드 프로게임단의 초대 감독으로 선임되었으나 2017년 7월 31일 팀 성적 부진의 책임을 지고 감독직을 내려놓았다.
그리고 같은 해 APK 프린스의 감독으로 2017 LoL KeSPA컵에 참가했지만 팀은 그리핀에 0-2로 완패하며 16강 1라운드에서 탈락했다.
이후 2018년 5월 18일 다나와 e스포츠 배틀그라운드 프로게임단의 감독으로 선임되었다가 2019년 5월 3일 1년간의 계약이 종료되었다.
2020년 6월 4일 설해원 프린스 프로게임단의 단장으로 정식 선임되었다.

## 수상 경력
메이저 개인리그 준우승 2회 

### 개인 경력
1999년~2000년
- 1999년 99 스포츠서울컵 월드게임 챔피언 선발대회 스타크래프트 개인전 부산 본선 우승
- 1999년 99 스포츠서울컵 월드게임 챔피언 선발대회 스타크래프트 개인전 전국 본선 9위
- 1999년 99 스포츠서울컵 월드게임 챔피언 선발대회 스타크래프트 단체전 준우승
- 1999년 Battle Top 9월 결선대회 종합 랭킹 3위
- 1999년 Battle Top 12월 결선대회 종합 랭킹 부문 3위
- 2000년 Asia Professional Gamers League 5위
- 2000년 제1회 게임큐 스타리그 월드 챔피언십 우승
- 2000년 TTL배 게임 스쿨 단체전 우승
- 2000년 제1회 KIGL 최우수 선수
- 2000년 제2회 KIGL 최우수 선수
- 2000년 SBS 2000 프로게이머 코리아 오픈 왕중왕전 우승
- 2000년 Battle Top 4월 아마리그 결선대회 3:3 팀플전 우승
- 2000년 서울게임 엑스포 20000 프로게이머 32인 초청 최강전 공동 3위
- 2000년 제 2회 게임큐 스타리그 3위
- 2000년 아자아자 왕중왕전 컴팩 64강전 우승
- 2000년 Compaq Korea배 아마추어 최강전 우승
- 2000년 2000 하나로 통신배 투니버스 스타리그 준우승 (2:3 기욤 패트리)
- 2000년 제1회 KGL MVP(최우수 선수)
- 2000년 제2회 KGL 스타부문 우승
- 2000년 제2회 KGL MVP(최우수 선수)
- 2000년 2000 프리챌배 온게임넷 스타리그 16강
- 2000년 iTV 랭킹전 3위

2001년~2003년
- 2001년 마산 MBC배 4대천황전 우승
- 2001년 부산 WCG 특별초청전 겜비씨 4대천황전 우승
- 2001년 KPG 투어 리그 우승
- 2001년 Gamei 주장원전 4월 우승
- 2001년 Gamei 주장원전 7월 우승
- 2001년 2001 KPGA 9월 투어 우승 (3:1 최인규)
- 2001년 2001 KPGA 10월 투어 3위
- 2001년 제 1회 전국 사이버 게임 체전 준우승
- 2001년 2001 KPGA 11월 투어 준우승 (1:3 성학승)
- 2001년 2001 KPGA 위너스 챔피언십 4위
- 2002년 2002 네이트배 온게임넷 스타리그 준우승 (1:3 변길섭)
- 2002년 KTF 나지트배 프로게이머 최강전 7회 우승
- 2002년 KTF 나지트배 프로게이머 최강전 8회 준우승
- 2002년 2002 SKY배 온게임넷 스타리그 16강
- 2002년 ghemTV 2차 스타리그 우승
- 2002년 2002 Panasonic배 온게임넷 스타리그 16강
- 2002년 게이머가 뽑은 최고의 선수 (The Best Gamer By Colleagues)
- 2003년 KTF EVER컵 온게임넷 프로리그 팀플전 다승왕 (공동)
- 2003년 네오위즈 피망배 온게임넷 프로리그 팀플전 다승왕
- 2003년 우정상 수상
- 2003년 2003 Olympus배 온게임넷 스타리그 8강
- 2003년 ghemTV 3차 스타리그 준우승
- 2003년 KTF EVER컵 프로리그 준우승(한빛 스타즈)
- 2003년 WCG 2003 한국 대표 선발전 스타크래프트 부문 우승
- 2003년 WCG 2003 한국 대표 선발전 스타크래프트 팀플레이 부문 우승

2004년~2009년
- 2004년 네오위즈 피망컵 프로리그 3위(한빛 스타즈)
- 2004년 네오위즈 피망컵 프로리그 MVP
- 2004년 스카이 프로리그 2004 1Round 우승(한빛 스타즈)
- 2004년 스카이 프로리그 2004 1Round 정규리그 MVP
- 2005년 스카이 프로리그 2004 그랜드 파이널 우승 (한빛 스타즈)
- 2005년 KTF Bigi KeSPA컵 준우승(한빛 스타즈)
- 2005년 2005 대한민국 e스포츠대상 우정상
- 2009년 IeSF 스타 인비테이셔널 클래식 8강

### 코치, 감독 경력
- 2010년 4월 신한은행 위너스리그 09-10 우승
- 2010년 8월 신한은행 프로리그 09-10 우승
- 2010년 8월 경남-STX컵 마스터즈 2010 3위
- 2011년 8월 신한은행 프로리그 10-11 우승
- 2012년 4월 SK플래닛 스타크래프트 프로리그 시즌1 준우승
- 2013년 7월 SK플래닛 스타크래프트 II 프로리그 12-13 3위
- 2014년 2월 SK텔레콤 스타크래프트 II 프로리그 2014 1라운드 우승
- 2014년 3월 SK텔레콤 스타크래프트 II 프로리그 2014 2라운드 4위
- 2014년 5월 SK텔레콤 스타크래프트 II 프로리그 2014 3라운드 3위
- 2014년 8월 SK텔레콤 스타크래프트 II 프로리그 2014 통합 우승
- 2015년 4월 SK텔레콤 스타크래프트 II 프로리그 2015 2라운드 3위
- 2015년 6월 SK텔레콤 스타크래프트 II 프로리그 2015 3라운드 3위
- 2015년 9월 SK텔레콤 스타크래프트 II 프로리그 2015 4라운드 우승
- 2015년 9월 SK텔레콤 스타크래프트 II 프로리그 2015 통합 4위
- 2016년 3월 SK텔레콤 스타크래프트 II 프로리그 2016 1라운드 3위
- 2016년 5월 SK텔레콤 스타크래프트 II 프로리그 2016 2라운드 준우승